# 斉藤豊治
斉藤 豊治（さいとう とよじ、1942年10月6日 - ）は、日本の法学者。甲南大学教授・東北大学教授・大阪経済大学教授・大阪商業大学教授を経て、甲南大学名誉教授。元民主主義科学者協会法律部会監事。 弁護士（大阪弁護士会所属）。福井県出身。弁護士活動などでは、戸籍上の姓である「齊藤」を用いている。

## 来歴

### 略歴
略歴は以下の通り。
- 1961年3月 - 京都大学法学部卒業
- 1965年4月 - 京都大学大学院法学研究科に進学
- 1969年3月 - 京都大学大学院法学研究科修士課程修了
- 1969年4月 - 京都大学法学部助手
- 1970年4月 - 甲南大学法学部専任講師
- 1979年4月 - 甲南大学法学部教授
- 1979年8月 - 1981年　アメリカ・イリノイ大学客員研究員、1981年1月　同大学客員准教授
- 1996年1月 - 6月　アメリカ・ラトガース大学（ニューアーク）客員研究員
- 2001年3月　甲南大学退職、名誉教授
- 2001年4月 - 東北大学大学院法学研究科教授
- 2004年4月 - 東北大学大学院法学研究科総合法制専攻教授
- 2006年4月 - 大阪経済大学経営学部教授
- 2007年5月 - 弁護士登録（大阪弁護士会）
- 2008年4月 - 大阪商業大学経済学部教授
- 2013年3月 - 大阪商業大学定年退職

### 人物
京都大学での指導教官は宮内裕教授、のち平場安治教授。日本刑法学会理事・常務理事、日本犯罪社会学会理事・常任理事などを歴任。国際犯罪学会第16回世界大会（2011年、神戸市）で大会実行委員会副委員長（企画担当）。
なお、2007年に大阪弁護士会に弁護士登録を行っており、おあしす総合法律事務所にて弁護士としても活動している（以下の外部リンク参照）。大阪弁護士会で刑事法制委員会、子どもの権利委員会、刑事弁護委員会の委員。日弁連刑事法制委員会幹事。
専門は、刑法・刑事訴訟法・刑事政策・少年法。ジェンダー法学関連の研究も行っている。刑法においては秘密保護法制の研究や財産犯及・経済刑法の研究に重点をおいている。経済刑法では、長年にわたり教科書の編集を行ってきた。ジェンダーの視点から、性刑法の改革の必要性を説いている。大震災等大規模災害後の犯罪問題を日本で初めて本格的に研究し、成果を内外で発表している。少年司法に関しては少年司法の形成に関するモデルの探求と要保護性の基礎理論を提唱。少年司法の厳罰化には批判的である。
内外の20近くの大学で、刑法・刑事政策などの講義を担当。

## 主要著書
- 『コンメンタール少年法』（現代人文社、2013年）【守屋克彦他と共編著】 ISBN 978-4-87798538-7
- 『少年法研究（1）適正手続と誤判救済』（成文堂、1997年） ISBN 978-4-79231430-9
- 『少年法研究（2）少年法改正の検討』 （成文堂、2006年） ISBN 978-4-79231738-6
- 『少年法の課題と展望 第1巻』（成文堂、2005年）【守屋克彦との共編著】 ISBN 978-4-79231695-2
- 『少年法の課題と展望 第2巻』（成文堂、2006年）【守屋克彦との共編著】 ISBN 978-4-79231696-9
- 『少年司法と適正手続』（成文堂、1998年）【澤登俊雄との共編著】 ISBN 978-4-79231460-6
- 『ちょっと待って少年法改正』（日本評論社、1999年）【団藤重光・村井敏邦他との共著】 ISBN 978-4-53551193-4
- 『環境刑法概説』（成文堂、2003年）【中山研一、神山敏雄、浅田和茂との共編著】ISBN 978-4-79231626-6
- 『新経済刑法入門』（成文堂、2008年）【浅田和茂、松宮孝明、高山佳奈子との共編著】 ISBN 978-4-79231815-4
- 第2版（2013年）、第3版（2020年）
- 『国家秘密法制の研究』（日本評論社、1987年）ISBN 978-4-53557681-0
- 『逐条解説　特定秘密保護法』（日本評論社、2014年）【田島泰彦、青井美帆、村井敏邦他と共編著】ISBN 978-4-53552062-2
- 『大災害と犯罪』（法律文化社、2013年）【編著】ISBN 978-4-58903478-6
- 『セクシュアリティと法』（東北大学出版会、2006年）【 辻村みよ子監修、共編著】ISBN 978-4-86163030-9
- 『性暴力と刑事司法』（信山社、2014年）【大阪弁護士会人権擁護委員会性暴力被害検討プロジェクトチーム編、雪田樹理と共編著】 ISBN 978-4-79728637-3

## 記念論文集
- 浅田和茂・川崎英明・葛野尋之・前田忠弘・松宮孝明編『刑事法理論の探求と発見　斉藤豊治先生古稀祝賀論文集』（成文堂，2012年）